# Moisés Villarroel
Moisés Fermín Villarroel Ayala (Viña del Mar, 12 febbraio 1976) è un ex calciatore cileno, di ruolo centrocampista.
Terminata la carriera calcistica, lavora come autista per Uber.